# Mosquito Hill (Antigua)
Mosquito Hill ist ein kleiner Hügel und bildet zusammen mit Pearns Hill eine Halbinsel im Westen der Insel Antigua, im Inselstaat Antigua und Barbuda.

## Geographie
Der Hügel erreicht eine Höhe von 43 m. Er liegt vor der Westküste der Insel im Süden der Halbinsel von Pearns Hill. Er gehört zum Parish Saint Mary.
Geologisch gehört er zu einer Hügelkette, die sich beinahe kreisförmig um den Five Island Harbour mit der Hermitage Bay zieht. Im Süden liegt die Mosquito Cove. Im Osten erstreckt sich Jennings.